# Jüdischer Friedhof Krems

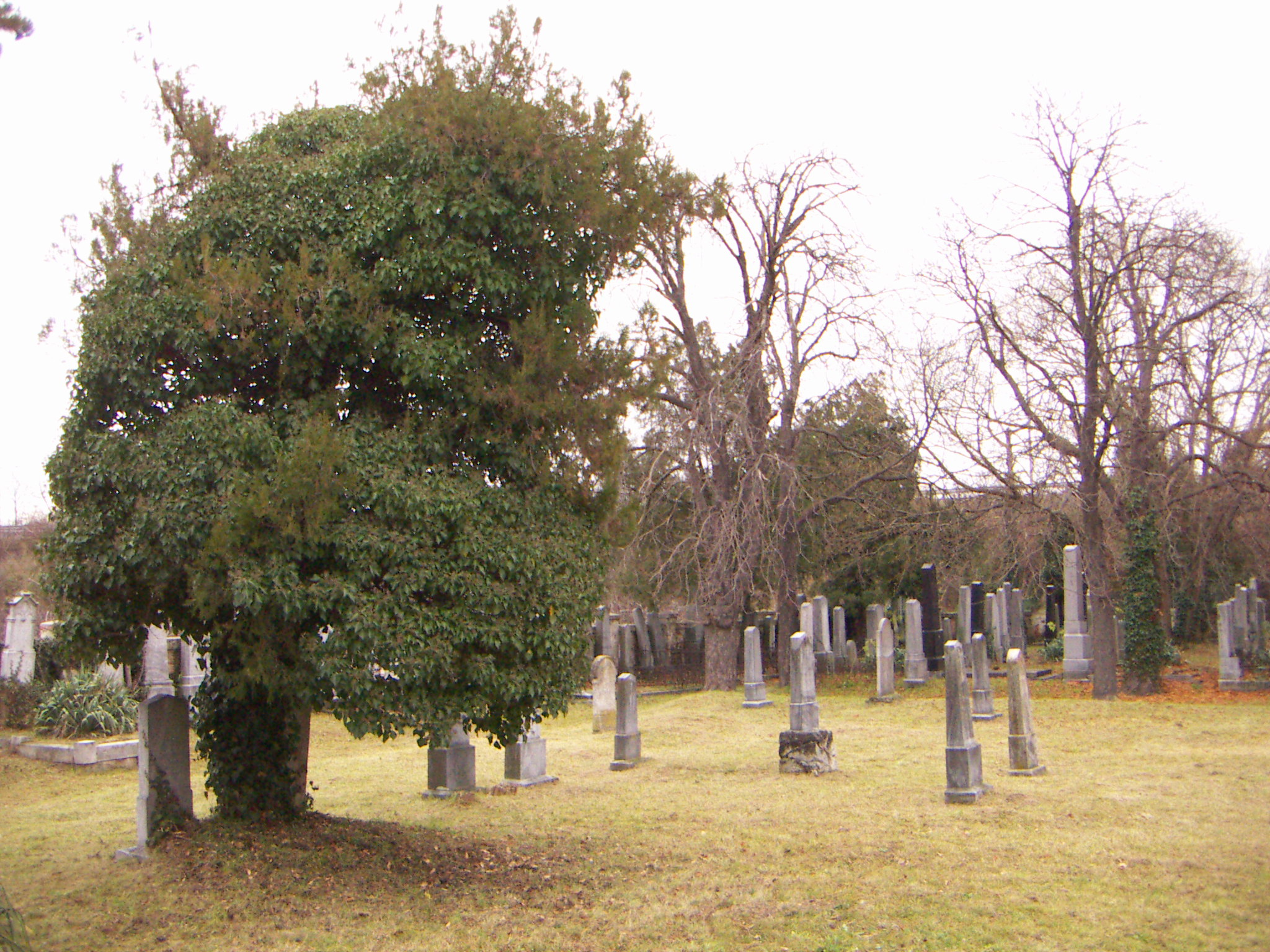
Jüdischer Friedhof Krems

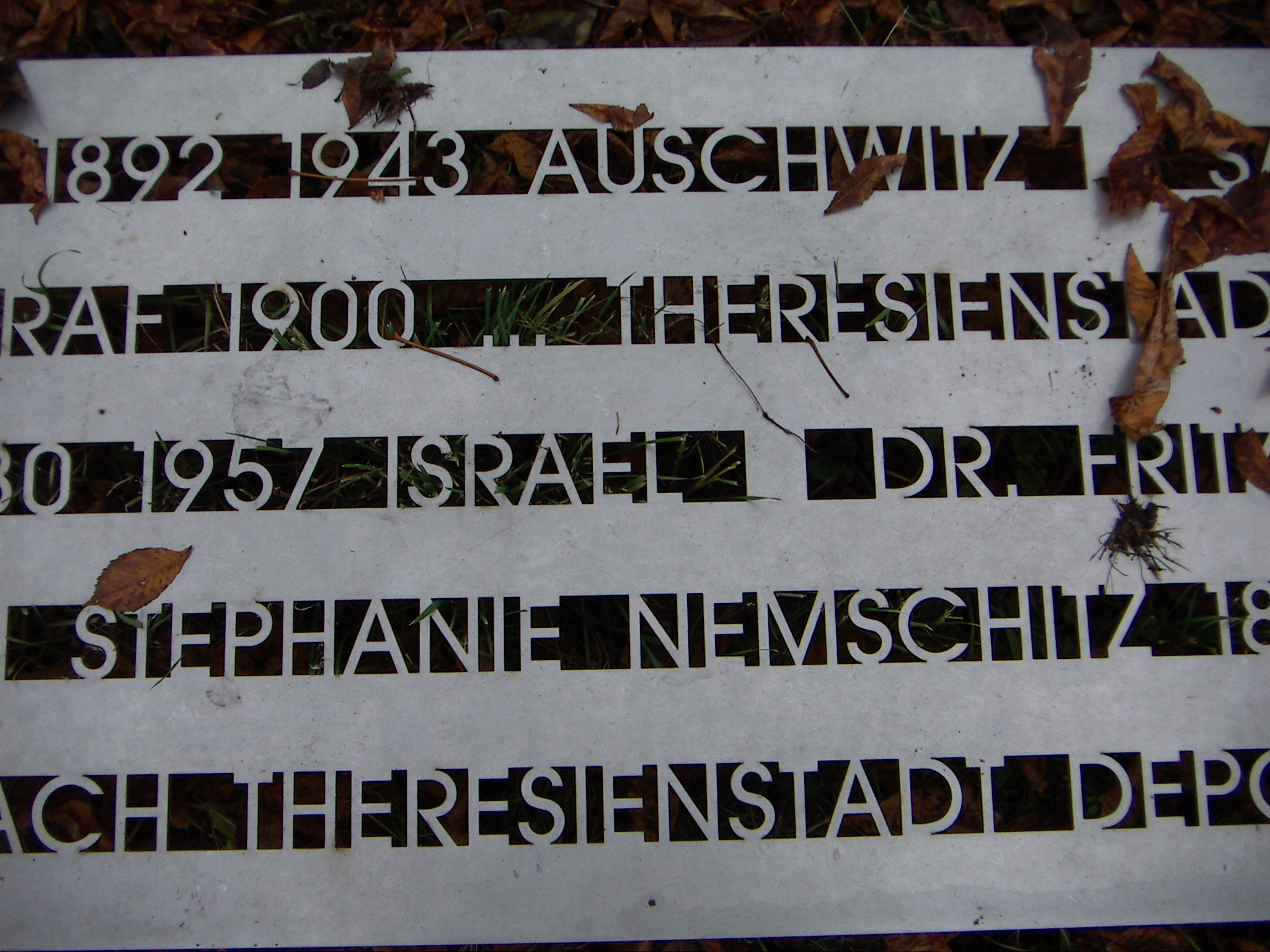
Ausschnitt des metallenen Denkmals von Hans Kupelwieser

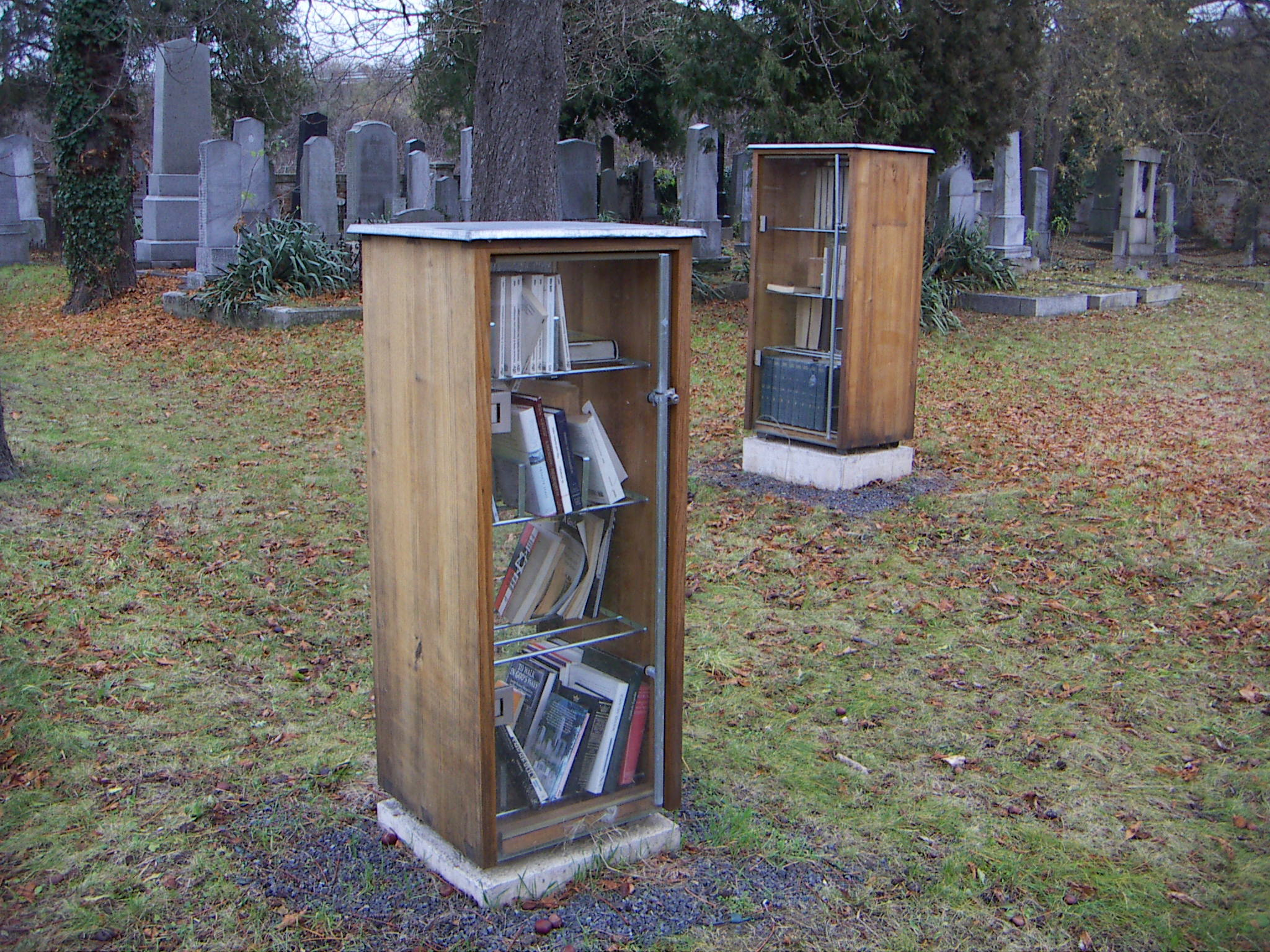
Zwei Schränke der Bibliothek der Künstler Clegg & Guttmann

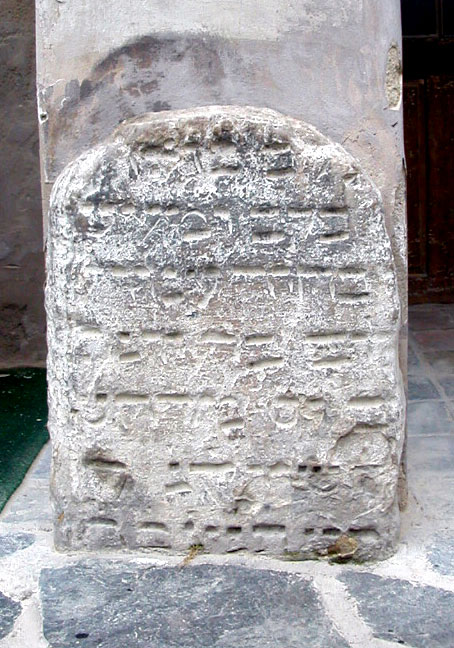
Ältester bekannter jüdischer Grabstein in Krems, heute in der Drinkweldergasse 2

Der Jüdische Friedhof Krems in Krems an der Donau wurde mit der Errichtung im Jahr 1880/81 die Hauptbegräbnisstätte der Israelitischen Kultusgemeinde Krems. Der Friedhof steht unter Denkmalschutz (Listeneintrag).

## Lage
An der Wiener Straße 115, bei der Auffahrt und Abfahrt Krems Nord.

## Geschichte
1878 wurde in der Gaswerkgasse 30 ein Goldmünzenfund gemacht, und Knochenreste von rund 20 Skeletten gefunden. Es wird angenommen, dass mit der Vertreibung der Juden im Jahre 1421 dieser Friedhof sein Ende fand. Ein Riedname Judenfreithoff ist seit 1460 belegt. Ein zweiter jüdischer Friedhof wurde 1853 auf dem Turnerberg angelegt. Schändungen in der Zwischenkriegszeit führten dazu, dass der Friedhof 1936 aufgelassen wurde. Die Überreste der Toten wurden in den Hauptfriedhof bei der Wiener Straße verbracht. Dieser war 1880/81 in der Wiener Straße 115 eröffnet worden.
Durch die Vertreibung und Vernichtung der Juden in der NS-Zeit ist der Jüdische Friedhof heute in erster Linie ein Objekt der Erinnerung. In der Zeit des Nationalsozialismus wurde der Jüdische Friedhof geschändet. Die regulären Aufzeichnungen, wo welche Personen beerdigt sind, sind verloren gegangen. Mindestens drei Reihen von Gräbern sind im Krieg entfernt worden, um Platz für ein Barackenlager für Kriegsgefangene zu schaffen.
Mit Hinweisen von Zeitzeugen und mit Grabungen unter der Leitung der Wiener Kultusgemeinde konnte teilweise Klarheit geschaffen werden. Der Friedhof wurde 1988 renoviert. Im Zuge der Rodungsarbeiten kam der Gedenkstein für die Gefallenen des Ersten Weltkrieges zum Vorschein. Dazu berichtete Robert Kohn, dass er mit Max Auspitz, als zwei jüdische Schüler der Realschule, in der Zwischenkriegszeit, an einem Gedenktag vom Zeichenlehrer der Auftrag bekam, einen Kranz niederzulegen. Robert Kohn: Wir gingen, es war weit draußen, aber wir gingen mit dem Kranz. Wir kamen zum Friedhof und der war zugesperrt. Es war auch kein Wächter da. Wir suchten einen niedere Stelle und stiegen über die Mauer und legten den Kranz nieder.
1995 wurde ein Denkmal des Bildhauers und Fotokünstlers Hans Kupelwieser, eine 42 Meter lange metallene Schwelle, in die die Namen der 127 Kremser Juden, die vertrieben oder ermordet wurden, eingefräst sind, in den Eingangsbereich des Friedhofes situiert. Paul Grosz, damals Präsident der Israelitischen Kultusgemeinde Wien, bezeichnete dazu Dank und Anerkennung.
Will jemand in den Friedhof hineingehen, muss er entweder die Schwelle überschreiten oder davor entlanggehen, um am Ende den Friedhof betreten zu können. Für die Toten und die Vertriebenen der untergegangenen Jüdischen Gemeinde von Krems wurde damit ein Zeichen gesetzt. Mit Initiativen mit tätigen Schülern wird der Friedhof in einem würdigen Zustand erhalten.
2004 wurden auf dem Friedhof drei öffentliche Bücherschränke von dem Künstlerduo Clegg & Guttmann errichtet.
Über die Sanierung und Erhaltung – Washingtoner Abkommen vom 23. Jänner 2001 – der Jüdischen Friedhofe Österreichs findet seit dem Jahr 2006 eine Debatte zwischen Politikern von Bundes- und Landesebene sowie Experten statt.